# Гапоненко Віталій Анатолійович
Віталій Анатолійович Гапоненко (17 грудня 1994) — український голболіст, учасник літніх Паралімпійських ігор 2020 року. Майстер спорту України. Чемпіон Європи 2016 та 2018 років.
Представляє Полтавський регіональний центр з фізичної культури і спорту інвалідів «Інваспорт».